# Henricia sachalinica
Henricia sachalinica is een zeester uit de familie Echinasteridae.
De wetenschappelijke naam van de soort werd in 1958 gepubliceerd door Alexander Michailovitsch Djakonov.